# Saison 1971 de la NFL
Navigation
Édition précédente Édition suivante
La saison 1971 de la NFL est la 52e saison de la National Football League. Elle voit le sacre des Cowboys de Dallas à l'occasion du Super Bowl VI.

## Classement général
| Qualifié en play-offs |

| AFC Est                            |      |      |      |        |          |            |
| Franchise                          | Vic. | Déf. | Nuls | % vic. | Pts pour | Pts contre |
| Dolphins de Miami                  | 10   | 3    | 1    | .769   | 315      | 174        |
| Colts de Baltimore                 | 10   | 4    | 0    | .714   | 313      | 140        |
| Patriots de la Nouvelle-Angleterre | 6    | 8    | 0    | .429   | 238      | 325        |
| Jets de New York                   | 6    | 8    | 0    | .429   | 212      | 299        |
| Bills de Buffalo                   | 1    | 13   | 0    | .071   | 184      | 394        |
| AFC Central                        |      |      |      |        |          |            |
| Franchise                          | Vic. | Déf. | Nuls | % vic. | Pts pour | Pts contre |
| Browns de Cleveland                | 9    | 5    | 0    | .643   | 285      | 273        |
| Steelers de Pittsburgh             | 6    | 8    | 0    | .429   | 246      | 292        |
| Oilers de Houston                  | 4    | 9    | 1    | .308   | 251      | 330        |
| Bengals de Cincinnati              | 4    | 10   | 0    | .286   | 284      | 265        |
| AFC Ouest                          |      |      |      |        |          |            |
| Franchise                          | Vic. | Déf. | Nuls | % vic. | Pts pour | Pts contre |
| Chiefs de Kansas City              | 10   | 3    | 1    | .769   | 302      | 208        |
| Raiders d'Oakland                  | 8    | 4    | 2    | .667   | 344      | 278        |
| Chargers de San Diego              | 6    | 8    | 0    | .429   | 311      | 341        |
| Broncos de Denver                  | 4    | 9    | 1    | .308   | 203      | 275        |

| NFC Est                       |      |      |      |        |          |            |
| Franchise                     | Vic. | Déf. | Nuls | % vic. | Pts pour | Pts contre |
| Cowboys de Dallas             | 11   | 3    | 0    | .786   | 406      | 222        |
| Redskins de Washington        | 9    | 4    | 1    | .692   | 276      | 190        |
| Eagles de Philadelphie        | 6    | 7    | 1    | .462   | 221      | 302        |
| Cardinals de Saint-Louis      | 4    | 9    | 1    | .308   | 231      | 279        |
| Giants de New York            | 4    | 10   | 0    | .286   | 228      | 362        |
| NFC Central                   |      |      |      |        |          |            |
| Franchise                     | Vic. | Déf. | Nuls | % vic. | Pts pour | Pts contre |
| Vikings du Minnesota          | 11   | 3    | 0    | .786   | 245      | 139        |
| Lions de Détroit              | 7    | 6    | 1    | .538   | 341      | 286        |
| Bears de Chicago              | 6    | 8    | 0    | .429   | 185      | 276        |
| Packers de Green Bay          | 4    | 8    | 2    | .333   | 274      | 298        |
| NFC Ouest                     |      |      |      |        |          |            |
| Franchise                     | Vic. | Déf. | Nuls | % vic. | Pts pour | Pts contre |
| 49ers de San Francisco        | 9    | 5    | 0    | .643   | 300      | 216        |
| Rams de Los Angeles           | 8    | 5    | 1    | .615   | 313      | 260        |
| Falcons d'Atlanta             | 7    | 6    | 1    | .538   | 274      | 277        |
| Saints de la Nouvelle-Orléans | 4    | 8    | 2    | .333   | 266      | 347        |

- New England termine devant NY Jets en AFC Est en raison d'un calendrier plus difficile (.537 contre .510).

## Play-offs
Les équipes évoluant à domicile sont nommées en premier. Les vainqueurs sont en gras

### AFC
- Premier tour : 
  - 25 décembre 1971 : Kansas City 24-27 Miami (après prolongation)
  - 26 décembre 1971 : Cleveland 3-20 Baltimore
- Finale AFC : 
  - 2 janvier 1972 : Miami 21-0 Baltimore

### NFC
- Premier tour : 
  - 25 décembre 1971 : Minnesota 12-20 Dallas
  - 26 décembre 1971 : San Francisco 24-20 Washington
- Finale NFC : 
  - 2 janvier 1972 : Dallas 14-3 San Francisco

### Super Bowl VI
- 16 janvier 1972 : Dallas (NFC) 24-3 Miami (AFC), au Tulane Stadium de La Nouvelle-Orléans